# Структурное насилие
Структурное насилие — создание социальными институтами условий, не позволяющих людям удовлетворять свои основные потребности. Этот термин был впервые использован норвежским социологом Йоханом Галтунгом в статье «Violence, Peace and Peace Research» (1969). Поскольку структурное насилие по-разному затрагивает людей в различных социальных структурах, оно очень тесно связано с социальной несправедливостью. Его можно определить как несправедливость и неравенство, которые встроены в саму структуру общества, что приводит к неравной власти и, следовательно, несбалансированным жизненным возможностям. Нет конкретного субъекта, совершающего структурное насилие, оно встроено в социальные институты, создающие условия, при которых распределение ресурсов происходит неравномерно. Структурное насилие совершается в ситуациях, когда люди с низким доходом имеют меньшие возможности в областях образования, здравоохранения и власти. Это связано с консолидацией факторов в социальных структурах, результатом которой становится высокая корреляция между социальным классом и бесправием. Особенность структурного насилия заключается в его относительной стабильности, встроенности в социальную структуру. Это может затруднить его распознавание, несмотря на часто серьёзные последствия. Институционализированные расизм, национализм, эйджизм, классовая дискриминация, элитизм, этноцентризм являются примерами структурного насилия по определению Галтунга.
Насилие начинается тогда, когда фактическая физическая и умственная реализации человека оказываются ниже потенциально возможных. Галтунг использует понятия «фактическое» (actual) и «потенциальное» (potential) для определения насилия как разницы (и причины этой разницы) между потенциальным и фактическим, между тем, что могло бы быть, и тем, что есть на самом деле. Насилие — это то, что увеличивает разницу между возможным и фактическим исходом событий, и то, что препятствует уменьшению этого расстояния. Таким образом, смерть от туберкулеза в восемнадцатом веке трудно определять как форму насилия, поскольку для того времени это был почти неизбежный исход заболевания, но если человек умирает от туберкулёза сегодня, несмотря на все возможности современной медицины, это можно считать проявлением насилия. Потенциальный уровень реализации — это тот, который возможен при данном уровне знаний и ресурсов в мире. Если информация и / или ресурсы монополизированы группой или классом или используются для других целей, тогда фактический уровень падает ниже потенциального уровня, что говорит о наличии насилия в системе.
По мнению Галтунга, проявления прямого и структурного насилия являются взаимозависимыми, они включают терроризм и войну, а также насилие в семье, гендерное насилие, преступления на почве ненависти, расовое насилие, насилие со стороны полиции и государственный терроризм.

### Культурное насилие
Культурное насилие определяется как любой аспект культуры, который может использоваться для оправдания или легитимации прямого или структурного насилия и могут быть проиллюстрированы религией и идеологией, языком и искусством, эмпирической наукой и формальной наукой. В отличие от прямого и структурного насилия, культурное насилие является основополагающим принципом расширенного конфликта. Существование преобладающих или известных социальных норм делает прямое и структурное насилие естественным или, по крайней мере, приемлемым, и объясняет, как некоторые убеждения могут стать настолько встроенными в данную культуру, что они функционируют как абсолютные и неизбежные и воспроизводятся между поколениями без критики. Галтунг расширил концепцию культурного насилия в документе 1990 года, также опубликованном в Journal of Peace Research. 
Культурное насилие способствует тому, что прямое и структурное насилие перестают восприниматься как нечто неправильное, согласно концепции Галтунга . Изучение культурного насилия освещает ситуации, когда акты прямого насилия и факты структурного насилия легитимируются и, таким образом, становятся приемлемыми в обществе. Одним из механизмов культурного насилия является изменение «морального облика» действия с «красного / неправильного» на «зеленый / правильный» или, по крайней мере, на «желтый / приемлемый».

### Прямое насилие
Прямое насилие характеризуется наличием субъекта, совершающего акт насилия, и, таким образом, может быть прослежено до конкретных лиц как акторов. Прямое насилие менее стабильно, поскольку оно зависит от предпочтений отдельных лиц и, следовательно, более легко распознается. Прямое насилие — самый очевидный вид насилия, оно совершается физически или вербально, и жертва и преступник могут быть четко идентифицированы. Прямое насилие сильно взаимозависимо со структурным и культурным насилием: культурное и структурное насилие ведут к прямому насилию, которое, с другой стороны, усиливает их воздействие.

### Критика
Определение структурного насилия, данное Галтунгом, позволило относить систематическое угнетение к проявлению насилия. Спустя несколько лет французский мыслитель Мишель Фуко развил свое представление о власти, что открыло возможности для переосмысления понятия структурного насилия. Власть для Фуко не является по своей сути плохим явлением, как насилие для Галтунга. Общее определение структурного насилия одинаково у двух авторов: определяющим признаком структурного насилия по Галтунгу является отсутствие субъекта, точно так же, как Фуко настаивает на отсутствии единого истока дисциплинарной власти: она пронизывает все общество. Вдобавок к этому общему положению Фуко добавляет существенную особенность дисциплинарной власти, заключающуюся в том, что она является производительной силой, создающей императивы для действий. С помощью определения дисциплинарной власти можно подойти к проблеме воспроизводства социальных эксплуататорских структур. Человеческий потенциал (возможный исход событий), который Галтунг использует в качестве стандарта для измерения насилия, не является заданной константой, которую можно подавить, он сам есть объект исследования с целью оптимизации. Человеческий потенциал не только потенциально ограничен, но и в своем наиболее радикальном смысле создан дисциплинарной властью, что ставит под сомнение определение структурного насилия Галтунгом. Когда, например, преступники попадают в тюремные камеры, используются различные инструменты для «перевоспитания» и «переквалификации» этих людей с определённой целью вновь ввести этих людей в общество. В свою очередь, у них отобрано много возможностей. Их человеческий потенциал оптимизирован, это эффективно, но они не пользуются теми же правами, что и все остальные за пределами тюрьмы. Является ли это примером насилия по Галтунгу? Вопрос остается без ответа.